# Люба моя людина
«Люба моя людина» (рос. «Дорогой мой человек») — російський радянський повнометражний кольоровий художній фільм, поставлений на Ленінградської ордена Леніна кіностудії «Ленфільм» в 1958 році режисером Йосипом Хейфицем за мотивами роману Юрія Германа «Справа, якій ти служиш» із залученням сюжетного матеріалу, надалі втілився в романи «Дорога моя людина» та «Я відповідаю за все».
Прем'єра фільму в СРСР відбулась 7 серпня 1958 року.

## Зміст
Володимир – лікар, по-справжньому захоплений своєю професією і допомогою людям. У його житті є місце тільки для однієї дівчини – Варі. Її непередбачуваний характер ніяк не дозволяє їм бути разом. То вона намагається побудувати кар'єру акторки, то пропадає у геологічних експедиціях. Остаточно розлучає пару війна. І ось, через кілька років, фронтовий лікар Володимир бачить у госпіталі важку пацієнтку у несвідомому стані, у якій впізнає свою кохану.

## Ролі
- Олексій Баталов — Володимир Опанасович Устименко, лікар
- Інна Макарова — Варвара Родіонівна Степанова, геолог
- Петро Константинов — Родіон Мефодійович Степанов
- Юрій Медведєв — Євген Родіонович Степанов
- Петро Кірюткін — Мефодій Лукич Степанов
- Белла Виноградова — Віра Миколаївна Вересова, лікар
- Лідія Штикан — Люба Вересова
- Цецилія Мансурова — Ашхен Оганян, військовий лікар
- Валентина Журавська — Зінаїда Михайлівна Бакуніна, військовий лікар
- Леонід Биков — Паша Богатирьов
- Борис Чирков — Жилін, санітар
- Іван Переверзєв — підполковник Козирєв
- Павло Усовніченко — Олексій Антонович
- Михайло Катерининський — Георгій Францевич Пуш, лікар

## В епізодах
- М. Черепанова — медсестра в госпіталі
- Світлана Мазовецька — кирпата медсестра
- Таня Хорішко — Аня
- Клавдія Блохіна — Анна Сергіївна
- Валентина Образцова — Іраїда, дружина Євгенія Степанова
- Борис Рижухін — Рибін, токар
- Б. Кудряшев — офіціант
- Любов Малиновська — Нюра, медсестра
- У титрах не вказані:
- Зоя Александрова — Настя
- Євген Барков — студент
- Валентин Брилієв — студент-медик
- Володимир Волчик — хлопець
- Георгій Жженов — Афанасій Устименко, батько Володимира
- Майя Забуліс — телефоністка
- Олеся Іванова — геолог
- Анатолій Ігнатьєв — солдат в медсанбаті
- Михайло Мудров — студент
- Яків Родос — лікар-терапевт
- Петро Савін — кухар польової кухні
- Михайло Семеніхін — студент
- Таня Хабло — Наташа, донька Устименко
- Геннадій Юдін — гість

## Знімальна група
- Сценарій - Юрій Герман та Йосип Хейфиц
- Постановка - Йосип Хейфиц
- Головні оператори - Мойсей Магід, Лев Сокальський
- Режисер - Семен Дерев'янський
- Оператор - Едуард Розовський
- Художники - Белла Маневич, Ісаак Каплан
- Композитор - Венедикт Пушков
- Звукооператор - Арнольд Шаргородський
- Монтажер - Олена Баженова
- Редактор - Ірина Тарсанова
- Художник-гример - Василь Ульянов
- Комбіновані зйомки: 
  - Художник - Михайло Кроткін
  - Оператор - А. Зазулін
- Консультанти - М. Осліковський, Т. Ар'єв
- Директор картини - Мойсей Генденштейн